# 明日に向って撃て!
『明日に向って撃て!』（あすにむかってうて、原題: Butch Cassidy and the Sundance Kid）は、1969年公開のアメリカ合衆国の映画である。実在の銀行強盗ブッチ・キャシディとサンダンス・キッドの逃避行を題材にした西部劇。
アメリカン・ニューシネマの代表作の一つとされる。ストップモーションを効果的に使用したラストは映画史に残る名シーンとして知られ、主題歌「雨にぬれても」もヒットした。2003年、アメリカ国立フィルム登録簿に登録された。

## ストーリー
1890年代の西部。西部開拓も一段落して新時代の波が現れ始めた頃、名を馳せた荒くれ者ブッチ・キャシディ とサンダンス・キッド は家畜を盗み、銀行強盗を繰り返す二人組であった。ブッチは頭が良く機転の利く男で、いずれは金銀錫など鉱物資源に恵まれた南米ボリビアへ行く夢を描いていた。サンダンスは美男子で名うての早撃ちであった。
別の二人組ニュースとハーヴェイの誘いで、ユニオン・パシフィック鉄道の列車から大金をせしめた。そして近くの町へ向かい、サンダンスは学校の教師をしているエッタ・プレイスに会いに行き、二人は彼女とのつかの間の平和な日々を過ごす。ブッチはエッタと当時の新しい発明品であった自転車で遊ぶ。やがてブッチとサンダンスが再び列車強盗をすると鉄道会社はついに、最強の刺客ピンカートン探偵社を雇う。何とか逃げ切ることに成功する二人だったが、刺客たちは追撃の手を緩めることはなく、ひたすら彼らを猛追する。
ブッチは決意してサンダンスとスペイン語が達者なエッタと一緒にニューヨークを経てボリビアを目指した。しかしボリビアはブッチが思っていたようなゴールドラッシュに湧く状況ではなく、貧しい国であった。二人は不慣れなスペイン語をエッタに教わりながら銀行強盗を重ねていくうちに、すっかりボリビアでも有名になってしまったのだが、やがて足を洗いスズ鉱山のマネージャーのパーシー・ギャリスに雇われて給料袋のガードマンとなった。
ところが給料袋を運んでいる時に山賊に奪われギャリスが殺害される。二人は山賊を襲い給料袋を取り返した。その後二人はエッタに牧場経営を勧められたがブッチもサンダンスも気乗りはせず、彼女は途中で別の道を歩む決心をし、アメリカに帰国する。
二人は元の強盗を働くお尋ね者になっていた。アルパコ鉱山の給料袋を奪い、近くの村の宿屋で食事をしていたところ、宿屋の少年はラバに鉱山の焼き印を見つけ、警察に通報する。やがて駆けつけた警察隊との銃撃戦でブッチとサンダンスは追い詰められてしまう。
建物の中に逃げ込んだものの、完全に包囲された上に二人とも手負いとなる。そんな絶望的な状況の中でも「次はオーストラリアに行こう」などと軽口を叩きながら最後まで生き延びることを信じ、ブッチとサンダンスは銃を構えて外へ飛び出した。

## 登場人物
ブッチ・キャシディ
演 - ポール・ニューマン
強盗団のボス。頭脳派だが人を撃ったことはない。
ザ・サンダンス・キッド
演 - ロバート・レッドフォード
ブッチの相棒。早撃ちの名手。
エッタ・プレイス
演 - キャサリン・ロス
学校の教師。サンダンスの恋人。
パーシー・ギャリス
演 - ストローザー・マーティン
鉱山の管理人。ブッチとサンダンスを雇う。
ブレッドソー
演 - ジェフ・コーリー
保安官。服役していたブッチを温情から釈放する。
ウッドコック
演 - ジョージ・ファース
金庫番。仕事には忠実。
アグネス
演 - クロリス・リーチマン
売春宿の経営者。
ハーヴェイ・ローガン
演 - テッド・キャシディ
ボスの座を狙っている。
ニュース・カーヴァー
演 - ティモシー・スコット
ハーヴェイの相棒。

## キャスト
| 役名                       | 俳優                     | 日本語吹替 | 日本語吹替   | 日本語吹替        | 日本語吹替                                                                |
| 役名                       | 俳優                     | 機内上映版 | フジテレビ版 | LD版              | VOD版                                                                     |
| -------------------------- | ------------------------ | ---------- | ------------ | ----------------- | ------------------------------------------------------------------------- |
| ブッチ・キャシディ         | ポール・ニューマン       | 川合伸旺   | 近藤洋介     | 羽佐間道夫        | 石川禅                                                                    |
| サンダンス・キッド         | ロバート・レッドフォード | 野沢那智   | 久富惟晴     | 広川太一郎        | 東地宏樹                                                                  |
| エッタ・プレイス           | キャサリン・ロス         |            | 二宮さよ子   | 鈴木弘子          | 弓場沙織                                                                  |
| パーシー・ギャリス         | ストローザー・マーティン |            | 滝口順平     | 槐柳二            | 緒方賢一                                                                  |
| 自転車のセールスマン       | ヘンリー・ジョーンズ     |            |              |                   |                                                                           |
| ブレッドソー保安官         | ジェフ・コーリー         |            | 大木民夫     | 及川ヒロオ        | 牛山茂                                                                    |
| ウッドコック               | ジョージ・ファース       |            | 青野武       | 青野武            | 西村太佑                                                                  |
| アグネス                   | クロリス・リーチマン     |            | 弥永和子     |                   | 雨蘭咲木子                                                                |
| ハーヴェイ・ローガン       | テッド・キャシディ       |            | 光枝明彦     | 小林清志          | 間宮康弘                                                                  |
| マーシャル                 | ケネス・マース           |            |              |                   |                                                                           |
| メイコン                   | ドネリー・ローズ         |            | 湯浅実       | 玄田哲章          | 宮内敦士                                                                  |
| 大きな女性                 | ジョディ・ギルバート     |            | 京田尚子     |                   | 磯辺万沙子                                                                |
| ニュース・カーヴァー       | ティモシー・スコット     |            | 寺島幹夫     | 納谷六朗          |                                                                           |
| 火夫                       | ドン・キーファー         |            | 増岡弘       |                   |                                                                           |
| “鼻ぺちゃ”カーリー         | チャールズ・ディアコップ |            | 増岡弘       |                   |                                                                           |
| 銀行支配人                 | フランシスコ・コルドバ   |            | 増岡弘       |                   |                                                                           |
| 写真家                     | ネルソン・オルムステッド |            |              |                   |                                                                           |
| カードのプレイヤー         | ポール・ブライアー       |            |              |                   |                                                                           |
| カードのプレイヤー         | サム・エリオット         |            |              |                   |                                                                           |
| 出納係                     | チャールズ・エイキンズ   |            | 仲木隆司     |                   |                                                                           |
| ティファニーのセールスマン | エリック・シンクレア     |            |              |                   |                                                                           |
| 不明 その他                | N/A                      |            |              | 加藤精三 千葉耕一 | 小島敏彦 石井隆夫 小室正幸 緑川博子 前島貴志 荻沢俊彦 長尾雅世 一戸康太朗 |

- 機内上映版：フジテレビ版以前に製作。ジャンボ機にて上映[1]。
- フジテレビ版：初回放送1977年4月8日『ゴールデン洋画劇場』※DVD・BD収録（正味約98分）
- LD版：1981年発売のレーザーディスクに収録（品番・FY504-26MA）。
- VOD版：Apple TVなどで配信。2013年8月2日・スターチャンネルにて初放映。

## スタッフ
- 監督：ジョージ・ロイ・ヒル
- 製作：ジョン・フォアマン（英語版）
- 製作総指揮：ポール・モナシュ（英語版）
- 脚本：ウィリアム・ゴールドマン
- 撮影：コンラッド・L・ホール
- 特殊効果：L・B・アボット、アート・クルックシャンク
- 音楽：バート・バカラック
- 編集：ジョン・C・ハワード、リチャード・C・マイヤー
- 衣装デザイン：イーディス・ヘッド
- 音響：デヴィッド・ドッケンドルフ（英語版）、ウィリアム・エドモンソン（英語版）

### 日本語版
- 字幕翻訳：保田道子

| 吹き替え | フジテレビ版       | LD版       | VOD版                       |
| -------- | ------------------ | ---------- | --------------------------- |
| 演出     | 山田悦司           |            | 中野洋志                    |
| 翻訳     | 山田実             | 木原たけし | 平田勝茂                    |
| 調整     | 杉原日出弥         |            | 浅倉務 (東京テレビセンター) |
| 制作     | トランスグローバル | 東北新社   | ACクリエイト                |

## 製作
当初はポール・ニューマンとスティーブ・マックイーンが折半してゴールドマンから脚本を買い取り、ニューマンはサンダンス・キッド役で出演する予定だったが、マックイーンが都合により出られなくなった。その後、ジョージ・ロイ・ヒルの薦めでニューマンはブッチ役となり、サンダンス役にはニューマンの妻の薦め（ニューマンによる述懐で諸説ある）で、当時まだ無名であった ロバート・レッドフォードが起用された。

## 主題歌
- 主題歌：雨にぬれても
- 作詞：ハル・デヴィッド
- 作曲：バート・バカラック
- 歌：B・J・トーマス

『ビルボード』1970年1月3日付で週間ランキング第1位を獲得。同誌1970年の年間ランキングは第4位。

## 受賞歴
- 第42回アカデミー賞

アカデミー撮影賞：コンラッド・L・ホール
アカデミー脚本賞：ウィリアム・ゴールドマン
アカデミー作曲賞：バート・バカラック
アカデミー主題歌賞：『雨にぬれても』
（作品賞、監督賞、音響賞にもノミネートされた。）
- 第27回ゴールデングローブ賞

音楽賞：バート・バカラック
- 第24回英国アカデミー賞

作品賞：『明日に向って撃て!』
主演男優賞：
ポール・ニューマン
ロバート・レッドフォード
主演女優賞：キャサリン・ロス
監督賞：ジョージ・ロイ・ヒル
脚本賞：ウィリアム・ゴールドマン
作曲賞（アンソニー・アスクィス映画音楽賞）：バート・バカラック
撮影賞：コンラッド・L・ホール
編集賞：ジョン・C・ ハワード
リチャード・C・マイヤー
音響賞：ドン・ホール
デヴィッド・ドッケンドルフ
ウィリアム・エドモンソン
- 1970年 グラミー賞

最優秀映画／テレビ作曲賞：バート・バカラック

## ブッチ・キャシディ＆ザ・サンダンス・キッド
以下の記述は、1960年代に史実を調査してこの映画の脚本を8年がかりで書き上げたウィリアム・ゴールドマンがまとめた、この映画のヒーローとヒロインの3人の実在の記録として初公開時のパンフレットに掲載されたものである。しかしその後の調査には異なる内容も散見され、一部は不正確でもある。今日ではボリビアでの死亡に至る経過も必ずしもこの映画の通りでなく（起こったのは1911年ではなく1909年）、また死体が2人のものとは当時確認されておらず、生存説もあるが、少なくとも脚本家ウィリアム・ゴールドマンが調べた結果からこの作品を書いたことは確かである。
- ブッチ・キャシディは、本名ロバート[3]・ルロイ・パーカー。1866年生まれ。祖父の代からの牧童ぐらしであったという。マイク・キャシディという当時有名な無法者を師と仰ぎ[4]、その名をとってCassidyと名乗り、Butcher（屠殺者）からButchとあだ名された。29歳の時にロッキー山脈の隠れ家で無法者を集めて銀行襲撃などを繰り返した。この無法者集団は「ワイルドバンチ」と呼ばれて、西部開拓史上最後の無法集団とも最大の集団ともいわれている。この集団の中に参加した者にはキッド・カリー、エルザ・レイ、ベン・キルパトリック、ハリー・トレッシー、そしてザ・サンダンス・キッドがいた。ただブッチは最も多くの人に愛された個性の持ち主とされて、実際に人を射ち殺したのは人生最後のボリビアでの警察隊に包囲された時に生まれて初めてだったともいわれている。
- ザ・サンダンス・キッドは、本名ハリー・ロングボー。ハンサムでお洒落、早射ちの名手で、しかも向こう見ずの男であったと言われている。エッタの恋人でもあったことまでは史実だが、それ以外はブッチ・キャシディほど詳しくは明らかでない。
- 二人は20世紀に入った頃に南米に渡り、映画ではすぐにボリビアに行っているが、史実ではまずアルゼンチンに行き、ここで列車強盗を働いている。人生の幕を閉じたのはボリビアで映画のラストがそれを描いている。時に1911年で第一次世界大戦が始まる3年前のことであった。
- エッタ・プレイスは本名で、生年月日・出生地はともに不明。デンバーで学校教師をしていた。ワイルドバンチの中にはこの他にも女性がいたが、彼女が一番美しく、また残されたポートレートを見ると洗練されたレディだったとも言われている。しかも乗馬がうまく、コルト銃とウィンチェスター銃の扱いにも長けているなど、カラミティ・ジェーンばりの『西部の薔薇』といわれた。2人と別れた後の彼女の消息は誰も分からない。
- ブッチ、サンダンス、エッタもいた「ワイルドバンチ」は、この映画とほぼ同時期に製作されたサム・ペキンパー監督でウイリアム・ホールデン主演の『ワイルドバンチ』で描かれている。しかし映画ワイルドバンチは二人がボリビアで死んだ後の1913年からの話になっている。

## オマージュ
- 冒険者カミカゼ -ADVENTURER KAMIKAZE- - 千葉真一主演で製作された1981年の日本映画[5]。